# Drakula (film, 1992)
A Drakula (Bram Stoker's Dracula) 1992-ben bemutatott amerikai horrorfilm Francis Ford Coppola rendezésében. A főbb szerepekben Gary Oldman, Keanu Reeves, Winona Ryder és Anthony Hopkins láthatók. A film az egyik leghíresebb Drakula filmnek számít, az 1931-es Lugosi Béla főszereplésével készült film mellett.

## Cselekmény
1462-ben Vlad Drakulea herceg visszatér az Oszmán Birodalom elleni hadjárat győzelméből, és rájön, hogy szeretett felesége Elisabeta öngyilkos lett, miután ellenségei hamisan jelentettek neki halálát. A román ortodox egyház egyik papja azt mondja neki, hogy felesége lelke a pokolba van kárhoztatva, mert öngyilkos lett. Vlad feldühödve megszentségteleníti a kápolnát, és lemond a keresztény Istenről, kijelentve, hogy feltámad a sírból, hogy a sötétség minden erejével bosszút álljon Elisabetáért. Ezután kardját a kápolna kőkeresztjébe szúrja, és megissza a belőle kiömlő vért és vámpírrá válik.
1897-ben Jonathan Harker ügyvéd átveszi az erdélyi Drakula gróf ügyfelet kollégájától, RM Renfieldtől, aki megőrült, és jelenleg Dr. Jack Seward szanatóriumában kezelik. Jonathan Drakula erdélyi kastélyába utazik, hogy elintézze a gróf Londoni ingatlanvásárlásait. Jonathan megérkezése után Drakula talál egy képet menyasszonyáról, Mina Murray-ről , és azt hiszi, hogy ő Elisabeta reinkarnációja. Drakula otthagyja Jonathant, hogy menyasszonyai a vérét szívva táplálkozzanak, míg ő erdélyi földet tartalmazó ládában Angliába hajózik a Carfax Apátságba.
Londonban, Drakula hipnotikusan elcsábítja és megharapja Mina legjobb barátnőjét, Lucy Westenrát, akinél Mina vendégeskedik, míg Jonathan Erdélyben van. Lucy romló egészségi állapota és viselkedési változásai arra késztetik az egykori kérőit, Quincey Morrist és Dr. Sewardot, valamint vőlegényét, Arthur Holmwoodot, hogy elhívják Dr. Abraham Van Helsinget, Seward mentorát, aki felismeri, hogy Lucy egy vámpír áldozata. Drakula, aki nappal fiatal és jóképű, találkozik Minával. Minában gyengéd érzelmek támadnak Drakula iránt, és számos estét töltenek együtt. Amikor Mina hírt kap Jonathanról – aki megszökött a kastélyból, és egy kolostorban tért magához –, Romániába utazik, hogy egybekelljenek. A megtört szívű Drakula Lucyt vámpírrá változtatja. Van Helsing, Holmwood, Seward és Morris a következő éjjel során megöli az élőhalott Lucyt.
Miután Mináék visszatérnek Londonba, Jonathan és Van Helsing elvezetik a többieket a Carfax Apátságba, ahol megsemmisítik a gróf földes dobozait. Drakula bejut az intézetbe, és megöli Renfieldet, mert figyelmeztette Minát a jelenlétére. Meglátogatja Minát, aki Seward szállásán pihen, és elmondja neki, hogy meggyilkolta Lucyt. Bár eleinte dühös, Mina bevallja, hogy még mindig szereti őt, és emlékszik előző életére; kérlelésére Drakula vámpírrá kezdi változtatni. A többiek berontanak a hálószobába, és Drakula denevérdémonná változva Minát az asszonyának nevezi, majd megszökik. Ahogy Mina napról-napra változik, Van Helsing hipnotizálja őt, és Drakulával való kapcsolatán keresztül megtudja, hogy az utolsó megmaradt dobozában hazahajózik. A csapat Várnába utazik, hogy elfogják, de Drakula olvas Mina gondolataiban, és sikeresen kitér előlük. A vámpír vadászok szétválnak; Van Helsing és Mina a Borgo-hágóhoz és a kastélyhoz utazik, míg a többiek megpróbálják megállítani a Drakulát szállító cigányokat.
Éjszaka Drakula menyasszonyai felkeresik Van Helsinget és Mina-t. Mina enged a kántálásuknak, és megpróbálja elcsábítani Van Helsinget. Mielőtt Mina megharapná, Van Helsing áldozóostyát helyez a homlokára, szent nyomot hagyva ezzel, ami meglassítja az átalakulását. Védő tűzgyűrűvel veszi körbe magukat, majd másnap reggel lefejezi az élőhalott menyasszonyokat. Drakula hintója megérkezik a kastélyba, de üldözik. Harc támad a vadászok és a cigányok között. Morrist végzetesen hátba szúrják, Drakula pedig napnyugtakor kitör a koporsójából. Jonathan elvágja a torkát, míg Morris szíven szúrja. Van Helsing és Jonathan megengedik Minának, hogy elvonuljon a gróffal, míg Morris Seward karjai között hal meg.
A kápolnában, ahol lemondott Istenről, Drakula haldoklik. Ő és Mina csókolóznak, miközben a kápolnát díszítő gyertyák kigyulladnak, és a kereszt sebe beforr. Isten feloldozta Drakulát aki visszanyeri hercegi énjét, és megkéri Minát, hogy adjon neki békét. Mina beledöfi a kést a szívébe, és ahogy meghal, eltűnik a nyom a homlokáról, megszabadítva őt az átkától. Ezután lefejezi a férfit, és felnéz egy freskóra, amelyen Vlad és Elisabeta együtt emelkednek a mennybe.

## Szereplők
| Szereplő                       | Színész         | Magyar hang   |
| ------------------------------ | --------------- | ------------- |
| Drakula                        | Gary Oldman     | Balázsi Gyula |
| Mina Murray/Elisabeta          | Winona Ryder    | Somlai Edina  |
| Jonathan Harker                | Keanu Reeves    | Háda János    |
| Abraham Van Helsing professzor | Anthony Hopkins | Kristóf Tibor |
| Drakula menyasszonya           | Monica Bellucci |               |

## Fogadtatás
A filmzenét Wojciech Kilar szerezte. Az ezt kísérő album még 1992-ben megjelent. A film 40 millió dollárból készült, és 215,9 millió dolláros bevételt hozott a pénztáraknál. Mára ezt a verziót az egyik leghíresebb Drakula-filmként tartják számon. A vélemények azonban megoszlottak a filmről, a Rotten Tomatoes oldalon jelenleg 71%-on áll a film. Roger Ebert filmkritikus 4 csillagból 3 csillaggal jutalmazta a produkciót. Az Empire magazin már nem volt túlzottan megelégedve, mindössze két csillagot kapott tőlük a film, a maximális ötből.

## Könyvben
- Drakula; James V. Hart forgatókönyve alapján írta Fred Saberhagen, James V. Harv, ford. Both Vilmos; InterCom, Bp., 1993

## Elismerések
- Oscar-díj 1993 – Legjobb jelmez díj
- Oscar-díj 1993 – Legjobb smink díj
- Oscar-díj 1993 – Legjobb látványtervezés jelölés
- BAFTA-díj 1994 – Legjobb jelmez jelölés
- BAFTA-díj 1994 – Legjobb smink jelölés
- BAFTA-díj 1994 – Legjobb látványtervezés jelölés
- BAFTA-díj 1994 – Legjobb vizuális effektusok jelölés[11]